# أليساندرو كاريرا
أليساندرو كاريرا (بالإيطالية: Alessandro Carrera)‏ هو مترجم وكاتب إيطالي، ولد في 1954 في لودي في إيطاليا.

## وصلات خارجية
- أليساندرو كاريرا على موقع ديسكوغز (الإنجليزية)